# Psilomerus horaki
Psilomerus horaki är en skalbaggsart som beskrevs av Holzschuh 1992. Psilomerus horaki ingår i släktet Psilomerus och familjen långhorningar. Inga underarter finns listade i Catalogue of Life.